# Maggie Connor
Margareth "Maggie" Connor (* 1. September 1963 in Salem) ist eine ehemalige US-amerikanische Freestyle-Skierin. Sie startete in der Buckelpisten-Disziplin Moguls.

## Werdegang
Connor nahm im Januar 1989 in Mount Gabriel erstmals am Weltcup teil, wobei sie den 13. Platz errang und kam beim folgenden Weltcup in Lake Placid mit dem fünften Platz erstmals unter die ersten Zehn. Im folgenden Monat wurde sie bei den Weltmeisterschaften in Oberjoch Zwölfte und beendete die Saison auf dem 16. Platz im Moguls-Weltcup. In der Saison 1989/90 errang sie mit fünf Top-Zehn-Ergebnissen den 26. Platz im Gesamtweltcup und auf den achten Rang im Moguls-Weltcup. In der folgenden Saison nahm sie an 12 Weltcup und erreichte dabei 11 Top-Zehn-Platzierungen. Dabei kam sie in Blackcomb mit dem dritten Platz sowie in La Clusaz mit dem zweiten Rang erstmals aufs Podest und beendete die Saison auf dem 19. Platz im Gesamtweltcup sowie auf den fünften Rang im Moguls-Weltcup. Beim Saisonhöhepunkt, den Weltmeisterschaften 1991 in Lake Placid, wurde sie Fünfte. In der Saison 1991/92 sprang sie in Blackcomb mit dem zweiten Platz letztmals im Weltcup aufs Podest und errang den 13. Platz im Moguls-Weltcup. Bei ihrer einzigen Teilnahme an Olympischen Winterspielen im Februar 1992 in Albertville belegte sie den 22. Platz. Letztmals im Weltcup startete sie im Januar 1994 in Lake Placid, wobei sie den 33. Platz errang. Nach ihrer Karriere als Sportlerin studierte sie Neurolinguistik und Hypnotherapie.

## Erfolge

### Olympische Spiele
- 1992 Albertville: 22. Platz Moguls

### Weltmeisterschaften
- 1989 Oberjoch: 12. Platz Moguls
- 1991 Lake Placid: 5. Platz Moguls

### Weltcup-Gesamtplatzierungen
Connor nahm an 35 Weltcups teil und erreichte 20 Top-Zehn-Platzierungen sowie drei Podestplatzierungen.
| Saison  | Gesamt | Gesamt | Moguls | Moguls |
| Saison  | Punkte | Platz  | Punkte | Platz  |
| ------- | ------ | ------ | ------ | ------ |
| 1988/89 | 1      | 47.    | 9      | 16.    |
| 1989/90 | 6      | 26.    | 37     | 8.     |
| 1990/91 | 8      | 19.    | 60     | 5.     |
| 1991/92 | 2      | 41.    | 17     | 13.    |
| 1993/94 | 18     | 73.    | 144    | 29.    |